# Daone
Daone é uma comuna italiana da região do Trentino-Alto Ádige, província de Trento, com cerca de 587 habitantes. Estende-se por uma área de 158 km², tendo uma densidade populacional de 4 hab/km². Faz fronteira com Spiazzo, Strembo, Saviore dell'Adamello (BS), Massimeno, Pelugo, Cevo (BS), Villa Rendena, Breguzzo, Ceto (BS), Roncone, Praso, Lardaro, Breno (BS), Bersone, Condino, Castel Condino, Cimego.